# Svart kvadrat
Svart kvadrat är en målning av Kazimir Malevitj från 1915.
Kazimir Malevitj målade den första versionen av Svart kvadrat 1915. Han gjorde fyra varianter, varav den sista antas ha målats i slutet av 1920-talet eller i början av 1930-talet. Målningen visades för första gången på utställningen Den sista futuristutställningen 0,10 i Petrograd i Ryssland december 1915 – januari 1916.

## Röntgenundersökning av målningen

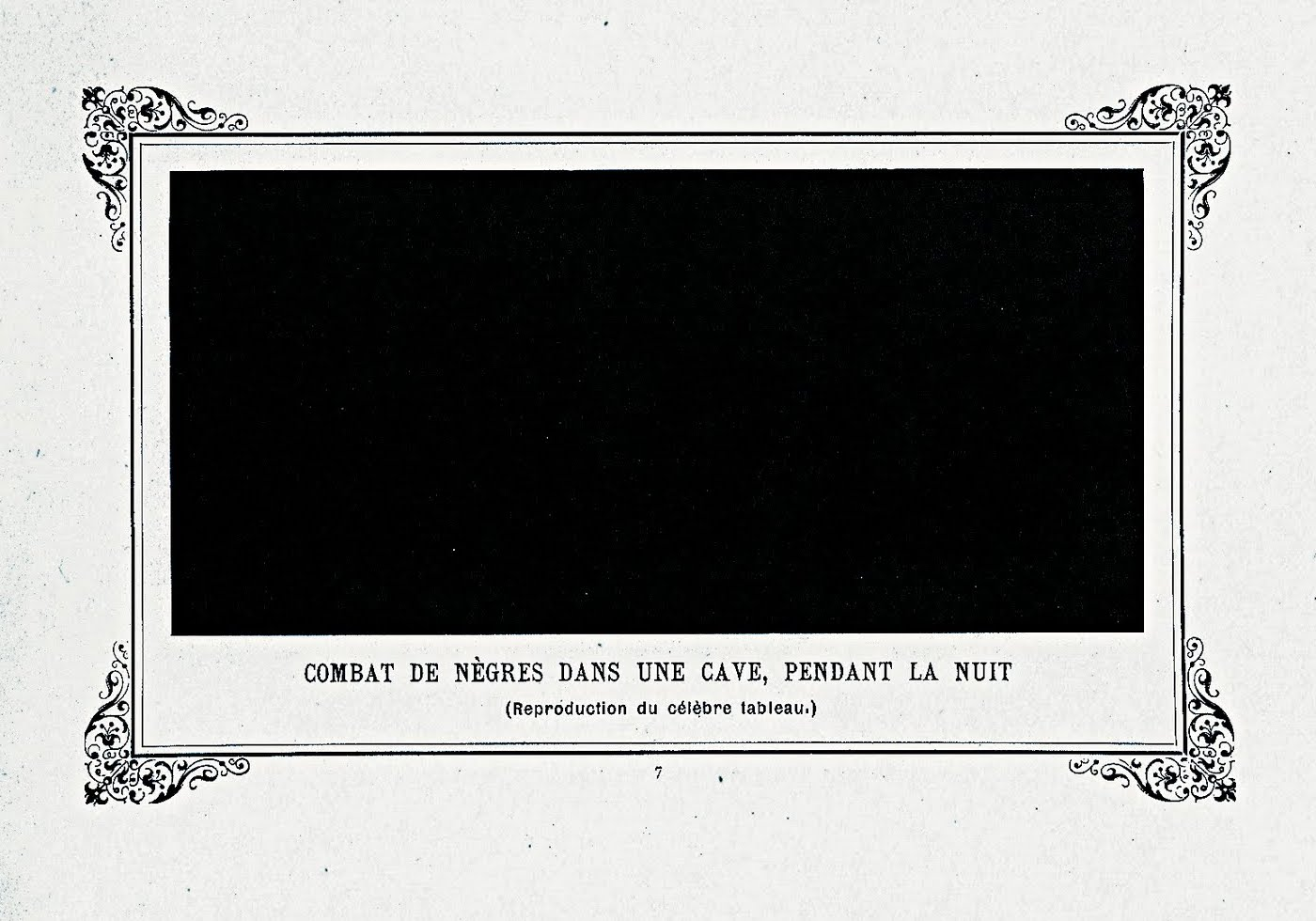
Combat de nègres pendant le nuit, dans une cave av Alphonse Allais.

År 2015 genomförde Tretjakovgalleriet i Moskva en röntgenundersökning av målningen. Det visade sig, att det under det svarta färgskiktet fanns dels en suprematistisk målning i flera färger, dels spår av en kubistisk målning. Därutöver fanns texten på ryska: "Negrer slåss om natten i en grotta", vilken alluderar på den franske konstnären Alphonse Allais målning av en svart rektangel och med en sådan text från 1897.